# Église Notre-Dame de Reinacker
Pour les articles homonymes, voir Église Notre-Dame.
L'église Notre-Dame de Reinacker est un monument historique situé à Reutenbourg, dans le département français du Bas-Rhin en région Grand Est.

## Localisation
Ce bâtiment est situé au lieu-dit Reinacker rattaché au village de Reutenbourg, commune de la région historique et culturelle d'Alsace.

## Historique
La première mention dans l’église dans les documents date de 1367, mais elle existait probablement plusieurs décennies avant cette date, certains éléments architecturaux remontant à la fin du XIIIe siècle. Les auteurs du XIXe siècle et du début du XXe siècle avancent parfois une première consécration en 1358, mais il n’existe aucune preuve de cette affirmation. Une charte atteste en revanche d’une consécration en 1407, mais il semble que celle-ci ait précédé les travaux plutôt que marqué leur achèvement.
En effet, il est fait appel dans les années 1410 et 1420 à la générosité des fidèles pour financer le chantier. Le chœur est reconstruit entre 1423 et 1435, comme l’atteste une inscription qui y figure. Le gros œuvre semble avoir été terminé en 1429, une lettre d’indulgence de l’évêque Guillaume de Dienst signalant que l’église a été reconstruite, mais que les finitions restent à effectuer. Les travaux semblent toutefois s’être ensuite ralentis, et peut-être par moments arrêtés, sans avoir été terminés. Tout au long de la seconde moitié du XVIe siècle, les appels aux financements se succèdent, signalant à chaque fois que l’édifice est inachevé.
Ce n’est finalement qu’en 1693 que la tour de croisée est terminée, marquant la fin du chantier de reconstruction. Des travaux mineurs ont encore lieu par la suite, comme le remplacement du maître autel en 1752.
En 1827, l’église devient le siège de la congrégation des sœurs franciscaines de la Miséricorde. L'édifice fait l'objet d'une inscription sur l'inventaire supplémentaire des monuments historiques depuis 1935.

## Architecture

### Nef
La nef est un quadrilatère dont l’espace intérieur mesure 9 m de large par 14,90 m de long. Elle appartient d’une part à la typologie des halles, avec trois vaisseaux d’égale hauteur, et d’autre part a la particularité d’incorporer le transept, qui forme sa travée la plus orientale.

### Chœur
Construit entre 1423 et 1435, le chœur compte deux travées d’inégale longueur suivies d’une abside dont le chevet est à cinq pans de nonagone, une disposition unique dans la région. Il est construit en retrait de la nef, une typologie courante en Alsace, mais ce retrait reste assez faible : avec une largeur intérieure de 6,70 m, son emprise dépasse en effet l’axe médian des collatéraux de la nef.
Le chœur est largement ouvert sur l’extérieur par de grandes fenêtres occupant une grande partie des murs de chaque travée. Celles de l’abside et de la travée orientale étaient à l’origine plus hautes que celles de la travée occidentale, mais leur tiers inférieur a été muré à une date postérieure. Décomposée en deux lancettes, un principe déjà démodé à l’époque de leur construction, chaque fenêtre dispose d’un riche décor architectural : encadrement doté d’une moulure complexe à l’intérieur et à l’extérieur, baguettes à chapiteaux similaires à celles du deuxième étage de la façade de la cathédrale de Strasbourg, réseaux décorés de cercles à trilobe inscrit, de mouchettes et de triangles curvilignes. La fenêtre situé sur le mur sud de la travée orientale se distingue cependant des autres : plus haute et plus large, elle compte trois lancettes et ses voussures sont ornées de visages.

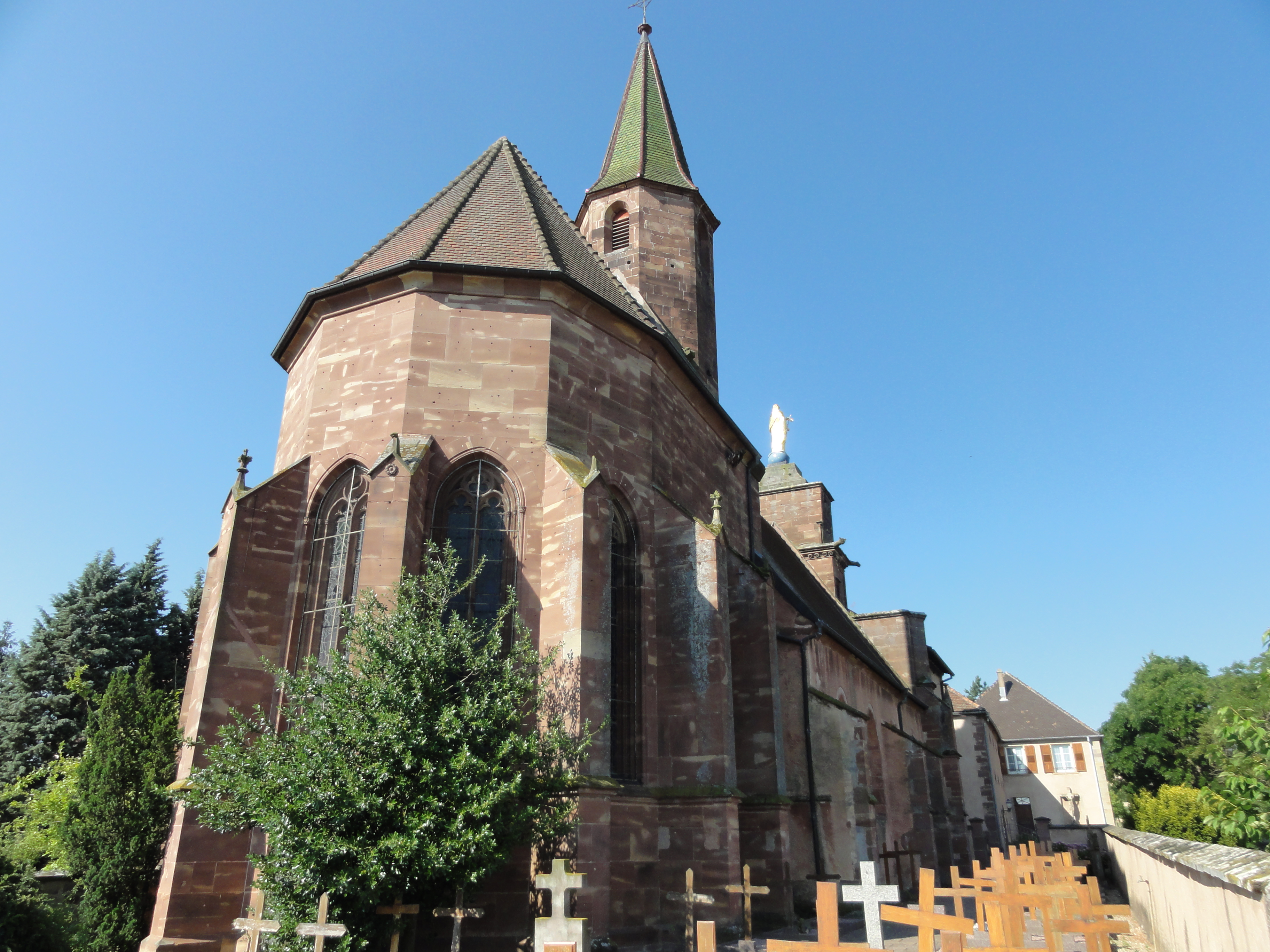
Chevet de l'église.
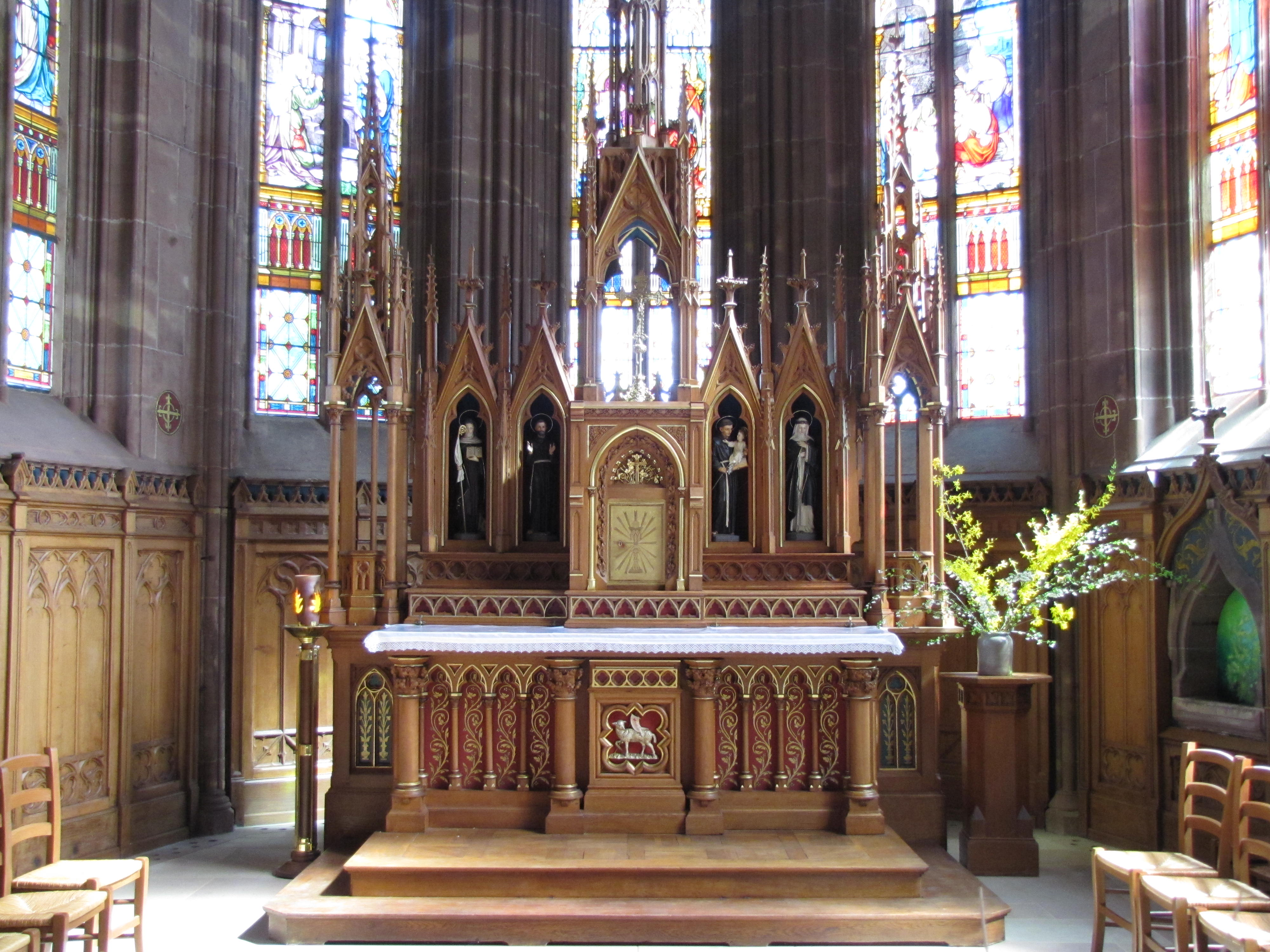
Maître-autel (1902).
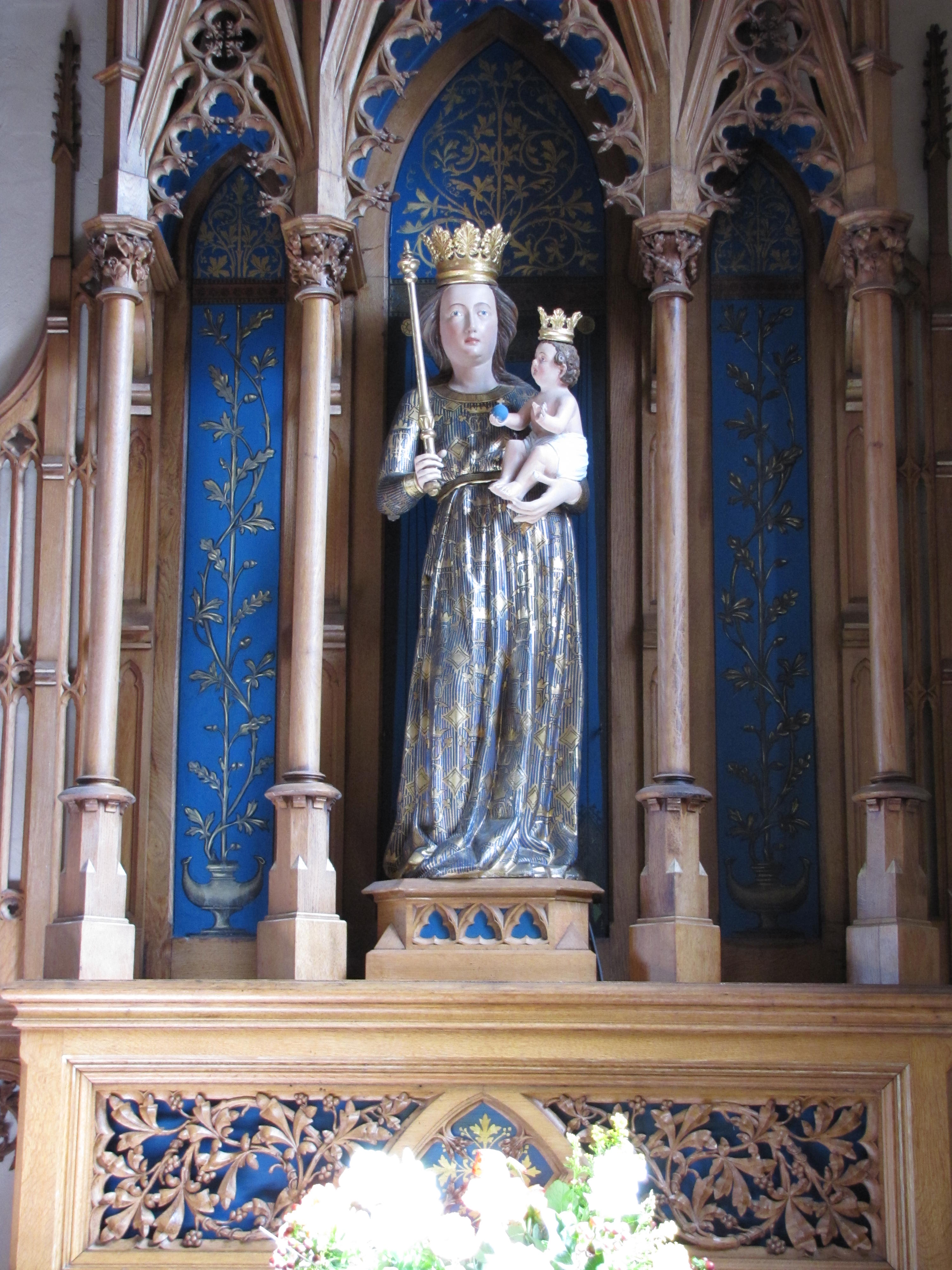
Vierge à l'enfant (XVe).
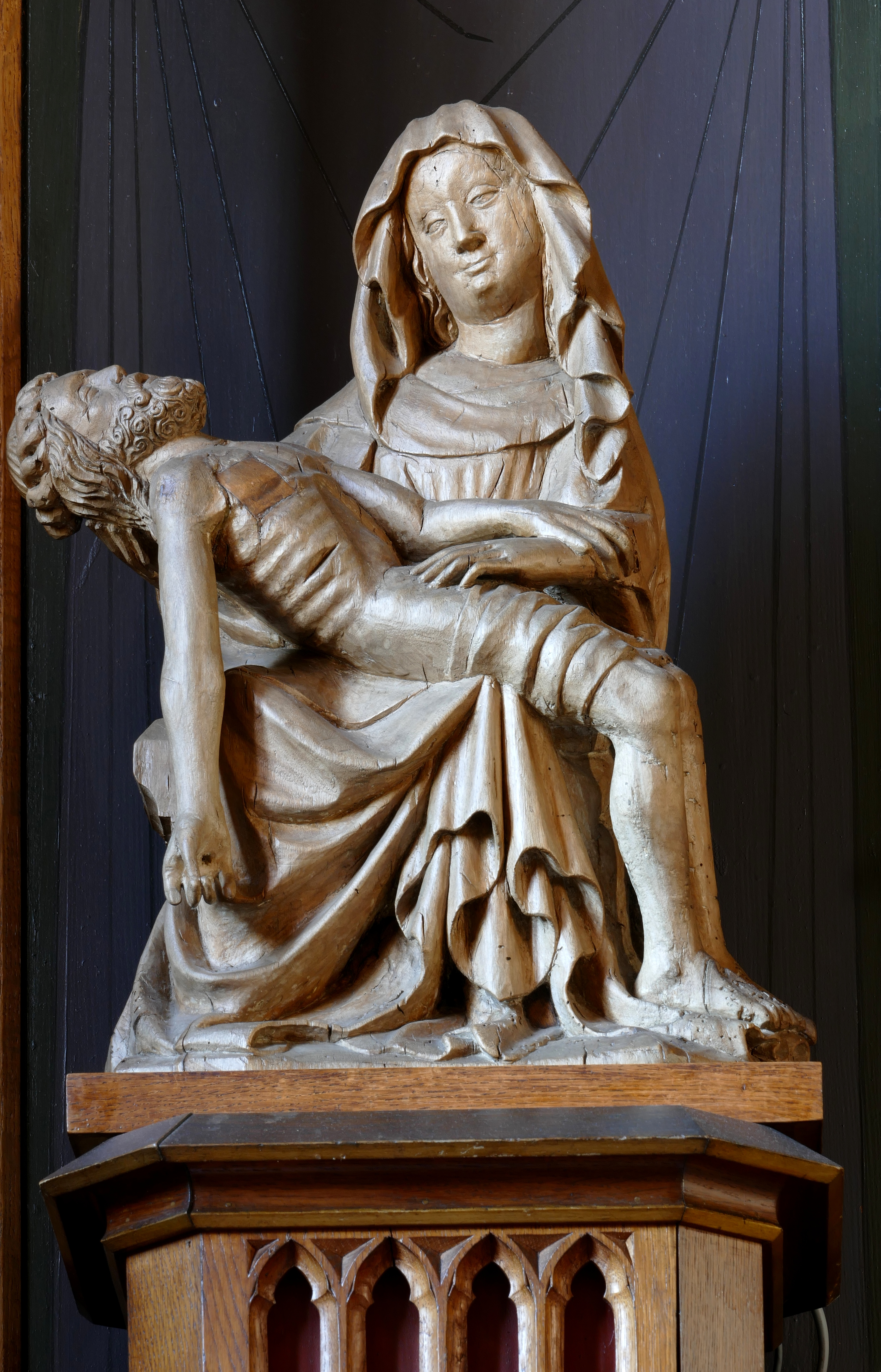
Vierge de pitié (1443).
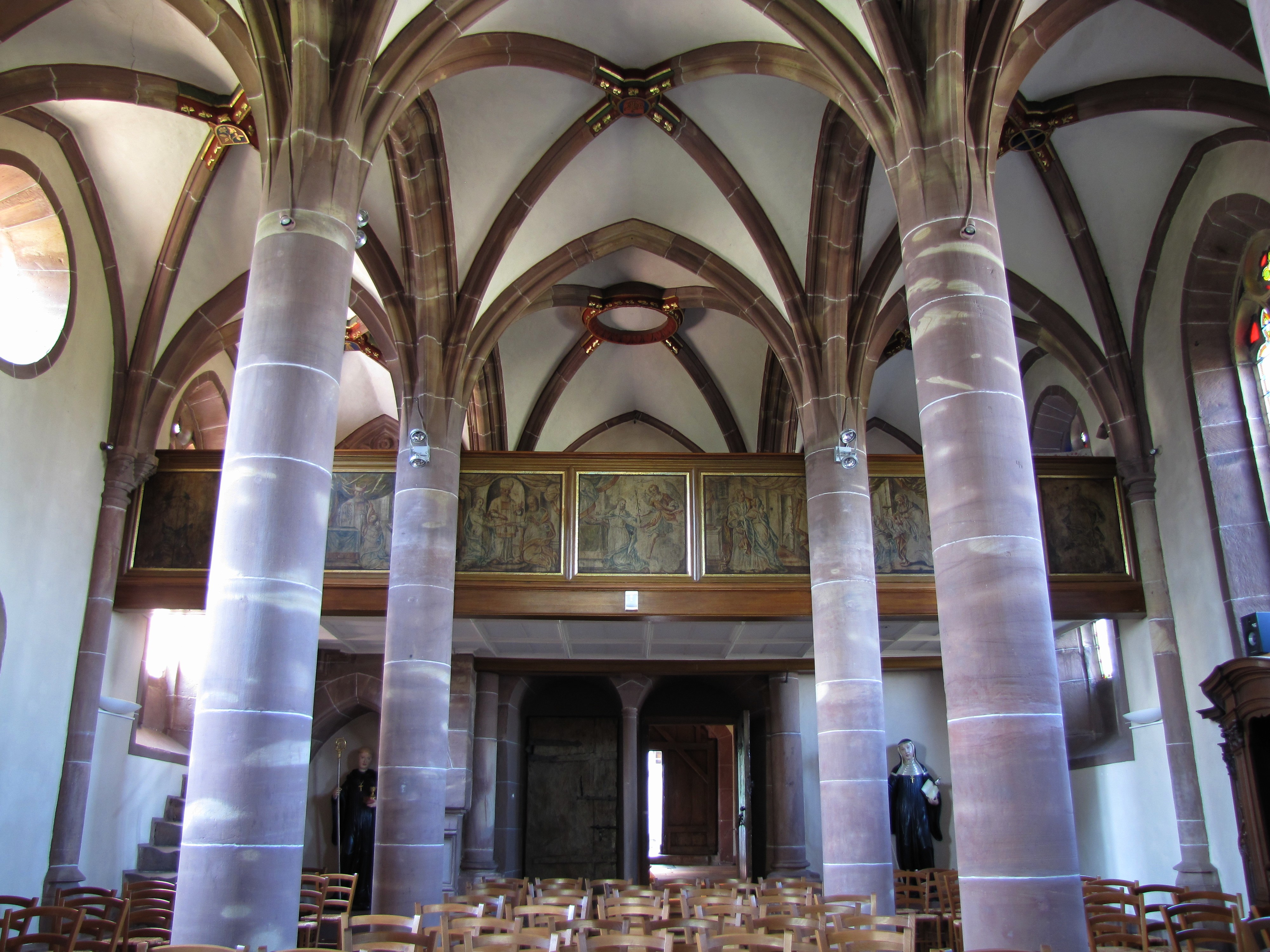
Vue intérieure vers la galerie de tribune.
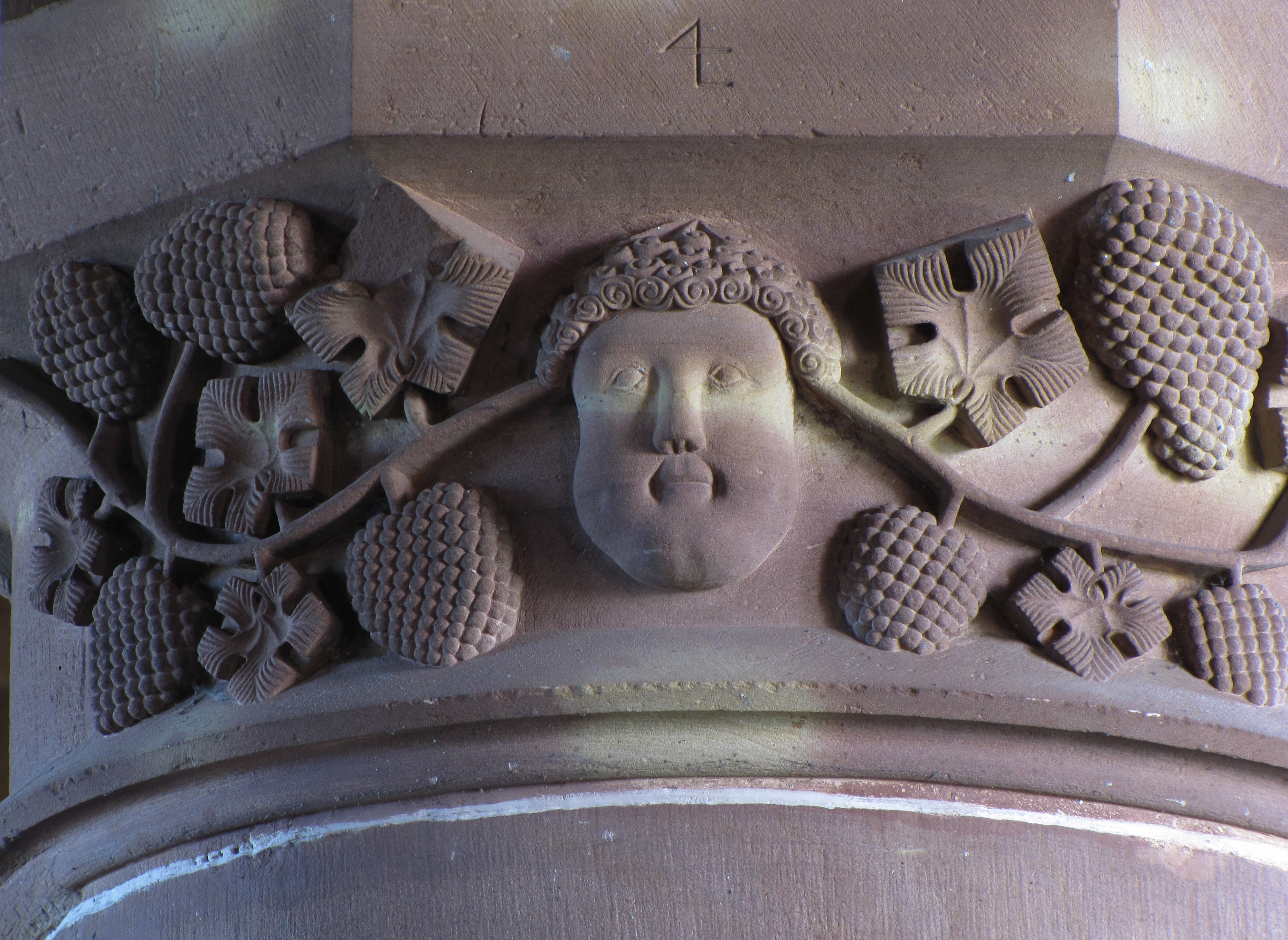
Détails d'un chapiteau de la nef (XIIIe – XVe siècles).